# Bjarne Reuter
Bjarne Reuter (ur. 29 kwietnia 1950 roku w Kopenhadze) – duński pisarz, autor książek dla dzieci i młodzieży.
Bjarne Reuter w roku 1983 opublikował młodzieżową powieść Gdy krokusy kwitną, która stała się klasyczną powieścią oraz lekturą obowiązkową w ósmej i dziewiątej klasie. Książka opisuje jak zmieniała się historia wychowania i dojrzewania we wczesnych latach 60 w Brønshøj (dzielnicy Kopenhagi) gdzie sam Bjarne Reuter się wychował.
W latach 80 Billi August - reżyser, który zdobył Oskara w 1989 - wyreżyserował cala serie o młodych ludziach na podstawie książek Reutera, a filmy uznane zostały za kultowe. Reuter napisał około 20 książek dla dzieci i młodzieży, część książek ilustrowała żona. Ostatnie 10 lat wydał sporo powieści historycznych w stylu Umberto Eco i kryminałów z elementami metafizyczymi, - psychofilozoficze powieści.